# Myrmekiaphila coreyi
Myrmekiaphila coreyi là một loài nhện trong họ Euctenizidae. Loài này phân bố ở Hoa Kỳ.